# Alexander Hall
Alexander Noble Hall (Aberdeen, 3 de dezembro de 1880 - 25 de setembro de 1943) foi um futebolista escocês que jogou pelo Canadá, campeão olímpico.
Alexander Hall competiu nos Jogos Olímpicos de Verão de 1904 em St Louis. Ele ganhou a medalha de ouro como membro do Galt F.C., que representou o Canadá nos Jogos. Foi o artilheiro com seis gols.